# Communistische Partij van Nepal (marxistisch-leninistisch) (2002)
De Communistische Partij van Nepal (marxistisch-leninistisch) is een politieke partij in Nepal gevormd door Chandra Prakash Mainali wanneer de Communistische Partij van Nepal (marxistisch-leninistisch) fuseerde met de Communistische Partij van Nepal (verenigd marxistisch-leninistisch). Mainali had geweigerd om mee te gaan met de fusie.